# س ج ب قراي
سي جي بي جراي هو ناشر إيرلندي-أمريكي، وهو يوتيوبر ينشر محتوى تعليمي وترفيهي في اليوتيوب في قناته CGP Grey. قراي أيضًا ينشر في قناته الثانويه CGP Grey2، ويقوم ببث ألعاب في قناة CGP Play.

## روابط خارجية
- س ج ب قراي على موقع IMDb (الإنجليزية)
- س ج ب قراي على موقع ميوزك برينز (الإنجليزية)